# لوبو (دی‌سی کامیکس)
لوبو (به انگلیسی: Lobo) یک شخصیت خیالی در کتاب‌های کامیک آمریکایی منتشر شده توسط دی‌سی کامیکس است. شخصیت لوبو توسط راجر اسلایفر و کیت گیفن خلق شده‌است که برای اولین بار در شمارهٔ ۳ امگا مِن (ژوئن ۱۹۸۳) حضور پیدا کرد. لوبو یک زیست فرازمینی از سیارهٔ خیالی زارنیا است که تمام ساکنین سیاره‌اش را توسط طاعون از بین برد و از آن به بعد به عنوان یک مزدور و شکارچی جایزه‌بگیر میان‌ستاره‌ای کار می‌کند.
اولین حضور لایو اکشن و رسمی این شخصیت در فصل دوم از مجموعهٔ تلویزیونی کریپتون (۲۰۱۹) با نقش‌آفرینی امت جی. اسکنلن محسوب می‌شود.

## توانایی‌ها و قدرت‌ها
لوبو دارای قدرت فوق‌العاده زیاد و بدون محدودیت است، و مشابه توانایی‌های دیگرش قدرت‌های او تا حد زیادی به تفاسیر نویسندگان مختلف در کتاب‌های کامیک بستگی دارد. در برخی موارد او به زحمت از یک انسان معمولی قوی‌تر است و در برخی دیگر از تفسیرات قدرت فیزیکی او با شخصیت ابرقهرمان سوپرمن برابری می‌کند. او همچنین دارای پایداری و دوام ابرانسانی است که این توانایی نیز بسیار بی‌ثبات می‌باشد. به عنوان مثال، لوبو در برخی شرایط توسط گلوله‌های معمولی تفنگ زخمی می‌شود و از طرف دیگر در زمینهٔ آسیب‌ناپذیری پا به پای شخصیت سوپرمن قرار دارد، و حتی در فضای دوردست، در برابر انفجارهای مهیب قادر به زنده ماندن است. اما او حساسیت خاصی نسبت به مواد شیمیایی گازی از خود نشان داده‌است.
اگر لوبو آسیب ببیند، عامل زوددرمانی او را قادر به بازسازی بافت‌های آسیب دیده و حتی از بین رفته با سرعت و بهره‌وری فوق‌العاده‌ای (همراه با کمی درد) می‌سازد. او نامیرا است و در برابر بیماری‌ها و عوامل پیری مصونیت دارد و از ورود به بهشت یا جهنم ممنوع شده‌است. در یکی از روایات، لوبو توانست از قطرات خون ریخته شده‌اش، یک کپی از خود خلق کند، که تمامی قدرت و مهارت‌های او را در اختیار داشت. اما این توانایی بعدها توسط شخصیت «Vril Dox» از او گرفته شد، اما لوبو یکبار دیگر این قابلیت را در مجموعه عدالت جویان جوان بدست آورد.
او دارای حس بویایی به شکلی شگفت‌آور توسعه یافته‌است، که به او اجازه ردیابی اشیاء در سامانه سیاره‌ای، و همچنین ردیابی و دنبال نمودن افراد در فواصل میان کهکشان‌ها را می‌دهد.
با وجود ماهیت خام و خشونت‌آمیز، لوبو دارای ضریب هوشی بالایی در زمینهٔ تخریب و اعمال خشونت‌آمیز است. او قادر به خلق عوامل بیماری‌زا و در مقابل پادزهر لازم برای آن است؛ همانند طاعونی که منجر به مرگ تمامی ساکنین سیاره‌اش زارنیا در طول یک هفته شد.